# Presó Central de Saturrarán
La Presó Central de Saturrarán va ser una de les presons de dones més dures de l'Espanya Franquista. Inaugurada el 3 gener 1938, va estar en funcionament fins a la primavera de 1944. Es calcula que hi van passar entre 3.000 i 4.000 dones, arribant a pics de gairebé 1.600 preses.

## Història
A finals del segle xix, es va construir al costat de la platja de Saturrarán, (Mutriku) una zona d'hotels i balnearis de luxe. L'edifici principal era el Gran Hotel, el segón Villa Capricho i tres hospederies més: la Fonda Astigarraga, Barrenengoa i Buenavista. El 1921 els edificis van ser cedits a la Diòcesi de Vitòria, que els va destinar a Seminari d'estiu. Durant la Guerra civil, va servir de caserma per a les tropes de la Segona República i més tard, amb la caiguda de Guipúscoa, va ser ocupat pels Requetès navarresos, fins a la primavera de 1937.
Amb la derrota republicana en la Campanya de Guipúscoa, l'augment de presoners va ser tan gran que es van haver d'habilitar nous espais de detenció. Una ordre del 29 desembre 1937 va disposar que l'antic Balneari de Saturraràn-Mutriku es convertís en una presó femenina. Va ser inaugurada el 3 de gener de 1938. Les primeres recluses, segons el testimoniatge de Brígida Saldías Carrera, es van trobar un lloc sense mobiliari, amb els vidres trencats i els sostres esfondrats. Després de sortir de la cel·la de quarantena, on va romandre un mes, va manifestar que era gairebé impossible trobar un mínim d'espai vital. La presó s'havia anat omplint a mesura que arribaven les dones condemnades en consells de guerra, la majoria per delictes relatius a la rebel·lió militar. Les penes oscil·laven entre els 30 i 20 anys per delictes d'adhesió a la rebel·lió militar; 12 anys per auxili a la rebel·lió; 10 i 9 anys per la inducció a la rebel·lió; i 6 anys per l'excitació a la rebel·lió i fins a 3 o menys, per a delictes menors.
A partir de l'ordre del 30 agost 1938, les monges, que durant la Segona República, amb Victòria Kent com a Directora General de Presons, havien sigut retirades de les institucions penitenciàries, van ser novament incorporades. Al 1940, a Espanya, hi havia 342 monges, que exercien de funcionàries, repartides per 40 presons. 25 d'elles, de l'Orde Mercedari, eren les encarregades de la presó de Saturraràn.
Les preses van ser ubicades segons la seva situació. Les mares amb llurs criatures a la Fonda Astigarraga, les malaltes a l'edifici deVilla Capricho, les ancianes ocupaven un pavelló i la resta estaven distribuïdes per les instal·lacions de l'antic Gran Hotel, això va provocar que la comunicació fos molt difícil.
Segons el cens de població de l'Ajuntament de Mutriku, el 1940 vivien a les instal·lacions 1666 persones: 25 monges, 53 efectius militars, un capellà, quatre persones més, entre el director, la seva família i els oficials de guàrdia i 1583 preses que provenien de tota Espanya i d'altres països, dones de diverses professions, predominant les mestresses de casa.
En 1940 es va declarar una epidèmia de febre tifoide per causa de la contaminació de l'aigua del dipòsit que proveïa la presó. Des del 26 de juny al 8 de setembre de 1940 van morir 36 criatures i 4 dones. Com que els nens no podien romandre amb les mares després de complir els tres anys, molts van ser lliurats a famílies de Mutriku.
Les condicions de vida, la fam i els càstigs eren extrems, el més temut era la incomunicació en les cel·les situades en un soterrani que s'inundava amb les marees. Un'altra modalitat de càstig era el trasllat freqüent a altres presons, per impulsar el desarrelament i evitar la unió entre les recluses.
A la primavera de 1944, amb l'ajuda de la Creu Roja, les internes van ser traslladades a altres presons i es va clausurar el penal. Més tard, va tornar a ser utilitzat com a Seminari fins que al 1968 va tancar definitivament i es van abandonar els edificis.
En total van morir a la presó 57 criatures i 117 dones,Entre les quals figura Bienvenida Aguirrezabala Esnaola, que va morir el 28 d'agost de 1938 de tifus.

## Memòria històrica
- Tomasa Cuevas va recollir els testimoniatges de moltes dones que van patir les presons franquistes. Entre les que van documentar el seu pas per Saturrarán, hi ha Rosario Sánchez Mora,[10]les mestres Urania Mella, Elpidia Polo Ovejas,[11] Josefa García Segret i la llevadora Ángeles Mateos Díaz, les socialistes Argentina Rubiera Solares i Ángeles Flórez Peón, la comunista Nieves Torres[12] i l'anarquista María Bruguera Pérez.[13][14][15][16][17]
- El 2010 María González i Eduardo Barinaga van publicar el llibre No lloréis, lo que teneis que hacer es no olvidarnos, en el quel es relaten testimoniatges de les supervivents de Saturraran.[6]
- Aquell mateix any Mikel Rueda va rodar la pel·lícula Izarren Argia (Estrelles que alcanzar) basada en les vivències de recluses de la presó.[6]
- També Josu Martínez i Txaber Larreategi van realitzar el documental Prohibit recordar.[18]